# 袁仁林
袁仁林，字振千，陕西三原县人，清代語言學家。約生活在康熙至乾隆年间。
袁仁林為人不苟言笑，静重好学。精《参同契》。著作《故周易参同契注》、《虚字说》、《瓠园丛语》、《韩文笺注》。